# Аліна де Браоз
Аліна де Браоз (англ. Aline de Braose) або Аліна де Брез (англ. Aline de Breuse; бл. 1290 — до 21 серпня 1331) — спадкоємиця Гоуера і Брамбера, дружина англійського аристократа Джона (I) де Моубрея, 2-го барона Моубрея, дочка Вільяма де Браоза, 2-го барона Браоза.

## Життєпис
Аліна народилася близько 1290 року. Вона походила зі знатного роду Браозів, що володіли багатими землями в Валлійській марці, і була старшою з двох дочок Вільяма де Браоза, 2-го барона Браоза, від першого шлюбу, ім'я її матері невідоме. Вже в 1298 році батько видав її заміж за свого вихованця — Джона (I) де Моубрея, спадкоємця багатих володінь Моубреїв.
У 1316 році Вільям де Браоз передав дочці та зятю свої володіння в Суссексі, включаючи Брамбер, а пізніше і Гоуер у валлійській марці. Однак на Гоуер претендував також Г'ю Диспенсер Молодший, могутній фаворит короля Едуарда II. Ігноруючи закони та звичаї марки, він домігся конфіскації Гоуера, що призвело в 1321 році до повстання заможних баронів Марки, підтриманих Томасом Ланкастером, двоюрідним братом короля, який очолював баронську опозицію. В результаті повстання Джон де Моубрей, чоловік Аліни, в березні 1322 був захоплений в полон і страчений, його особисті володіння конфісковані, а Аліна разом з малолітнім сином, Джоном (II) де Моубреем, 22 лютого 1322 року поміщена під варту в лондонському Тауері.
Щоб знайти свободу, Аліна була змушена погодитися на передачу Гоуера Диспенсеру Молодшому, а також відмовитися від прав на Суссекські володіння на користь Диспенсера Старшого. Дисперсер Молодший повернув бедфордські манори Вільяму де Браозу, але тільки на час його життя. Пізніше Аліна стверджувала, що Диспенсер скористався тим, що її батько був «слабкий розумом», і віддав маєток Уїтхем в Кенті просто за обіцянку звільнити доньку та онука.
Пізніше Аліна вдруге вийшла заміж — за Річарда де Пешейла. Після повалення Едуарда II в 1327 році новий король Едуард III скасував вирок 1322 року, в результаті чого Джону II повернули титул батька і деякі з його володінь. Аліні також були повернуті Суссекські володіння батька, які вона передала під управління своєму другому чоловікові.
Аліна померла в 1331 році, після чого почалася суперечка за її спадщину. Сассекськими володіннями продовжував керувати Річард де Пешейл, який протидіяв усім спробам свого пасинка повернути ці землі. Тільки після його смерті після 1342 Джон II де Моубрей зміг отримати спадщину матері, хоча йому і довелося сперечатися за них з її двоюрідним братом Томасом де Браозом. Остаточно суперечка була вирішена тільки після 1347 року. Також Джону довелося після смерті матері в 1331 році заплатити 300 фунтів графу Воріку, щоб повернути Гоуер.

## Шлюб і діти
1-й чоловік: з 1298 року (Суонсі) Джон (I) де Моубрей (4 вересня 1286 — 23 березня 1322), 2-й барон Моубрей з 1297. Діти:
- Джон (II) де Моубрей (29 листопада 1310 — 4 жовтня 1361), 3-й барон Моубрей з 1327

2-й чоловік: після 1322 Річард де Пешейл (помер після 1342). Дітей від цього шлюбу не було.